# 卡累利阿

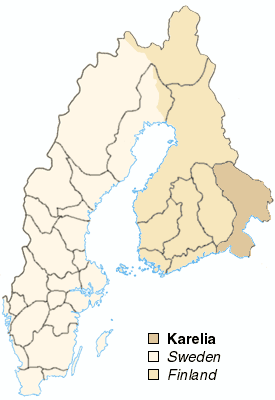
卡累利阿省在瑞典帝國的位置

卡累利阿（卡累利阿語），是卡累利阿人的土地和一片碩大的居住區域，在北歐歷史意義為芬蘭、俄國和瑞典的區域範圍。
根据1617年沙皇俄国与瑞典王国之间签订的《斯托尔博沃和约》，瑞典将卡累利阿地区中的东正教信徒居住地区，包括白海卡累利阿和奥洛涅茨卡累利阿地区，割让给沙皇俄国。自此卡累利阿地区开始东西分治。西部称西卡累利阿，并入瑞典，之后芬兰独立后属于芬兰，分为南卡累利阿区和北卡累利阿区。东部称东卡累利阿，在1939年11月30日至1940年3月12日的苏芬战争和1941年7月－1944年7月的继续战争中三度易手，目前被劃分给俄國的卡累利阿共和國、聖彼得堡地区。